# Осоница
Осоница је насеље у Србији у општини Ивањица у Моравичком округу. Према попису из 2022. било је 670 становника (према попису из 1991. било је 943 становника).
Овде се налазе Крајпуташи из Осонице (Ивањица).

## Демографија
У насељу Осоница живи 712 пунолетних становника, а просечна старост становништва износи 41,3 година (40,9 код мушкараца и 41,6 код жена). У насељу има 206 домаћинстава, а просечан број чланова по домаћинству је 4,17.
Ово насеље је великим делом насељено Србима (према попису из 2002. године).

## Галерија
|  |

| Демографија | Демографија | Демографија |
| Година      | Становника  | Становника  |
| ----------- | ----------- | ----------- |
| 1948.       | 1.374       |             |
| 1953.       | 1.508       |             |
| 1961.       | 1.550       |             |
| 1971.       | 1.415       |             |
| 1981.       | 1.129       |             |
| 1991.       | 943         | 932         |
| 2002.       | 860         | 861         |

| Етнички састав према попису из 2002.‍ | Етнички састав према попису из 2002.‍ | Етнички састав према попису из 2002.‍ | Етнички састав према попису из 2002.‍ | Етнички састав према попису из 2002.‍ |
| ------------------------------------ | ------------------------------------ | ------------------------------------ | ------------------------------------ | ------------------------------------ |
|                                      |                                      |                                      |                                      |                                      |
| Срби                                 | Срби                                 |                                      | 851                                  | 98,95%                               |
| Црногорци                            | Црногорци                            |                                      | 2                                    | 0,23%                                |
| Словаци                              | Словаци                              |                                      | 1                                    | 0,11%                                |
| Југословени                          | Југословени                          |                                      | 1                                    | 0,11%                                |
| непознато                            | непознато                            |                                      | 4                                    | 0,46%                                |

| Година пописа     | 1948. | 1953. | 1961. | 1971. | 1981. | 1991. | 2002. |
| ----------------- | ----- | ----- | ----- | ----- | ----- | ----- | ----- |
| Број домаћинстава | 198   | 208   | 243   | 255   | 226   | 214   | 206   |

| Број чланова      | 1  | 2  | 3  | 4  | 5  | 6  | 7  | 8 | 9 | 10 и више | Просек |
| ----------------- | -- | -- | -- | -- | -- | -- | -- | - | - | --------- | ------ |
| Број домаћинстава | 19 | 32 | 27 | 41 | 27 | 35 | 15 | 8 | 2 | 0         | 4,17   |

| Пол    | Укупно | Неожењен/Неудата | Ожењен/Удата | Удовац/Удовица | Разведен/Разведена | Непознато |
| ------ | ------ | ---------------- | ------------ | -------------- | ------------------ | --------- |
| Мушки  | 387    | 128              | 237          | 19             | 3                  | 0         |
| Женски | 348    | 58               | 239          | 45             | 6                  | 0         |
| УКУПНО | 735    | 186              | 476          | 64             | 9                  | 0         |

| Пол    | Укупно                    | Пољопривреда, лов и шумарство | Рибарство                            | Вађење руде и камена | Прерађивачка индустрија       |
| ------ | ------------------------- | ----------------------------- | ------------------------------------ | -------------------- | ----------------------------- |
| Мушки  | 301                       | 262                           | 0                                    | 0                    | 11                            |
| Женски | 201                       | 151                           | 0                                    | 0                    | 35                            |
| УКУПНО | 502                       | 413                           | 0                                    | 0                    | 46                            |
| Пол    | Производња и снабдевање   | Грађевинарство                | Трговина                             | Хотели и ресторани   | Саобраћај, складиштење и везе |
| Мушки  | 1                         | 8                             | 3                                    | 3                    | 5                             |
| Женски | 1                         | 0                             | 5                                    | 0                    | 0                             |
| УКУПНО | 2                         | 8                             | 8                                    | 3                    | 5                             |
| Пол    | Финансијско посредовање   | Некретнине                    | Државна управа и одбрана             | Образовање           | Здравствени и социјални рад   |
| Мушки  | 0                         | 0                             | 2                                    | 2                    | 0                             |
| Женски | 0                         | 0                             | 1                                    | 3                    | 1                             |
| УКУПНО | 0                         | 0                             | 3                                    | 5                    | 1                             |
| Пол    | Остале услужне активности | Приватна домаћинства          | Екстериторијалне организације и тела | Непознато            | Непознато                     |
| Мушки  | 0                         | 0                             | 0                                    | 4                    | 4                             |
| Женски | 0                         | 0                             | 0                                    | 4                    | 4                             |
| УКУПНО | 0                         | 0                             | 0                                    | 8                    | 8                             |